# Cinzel

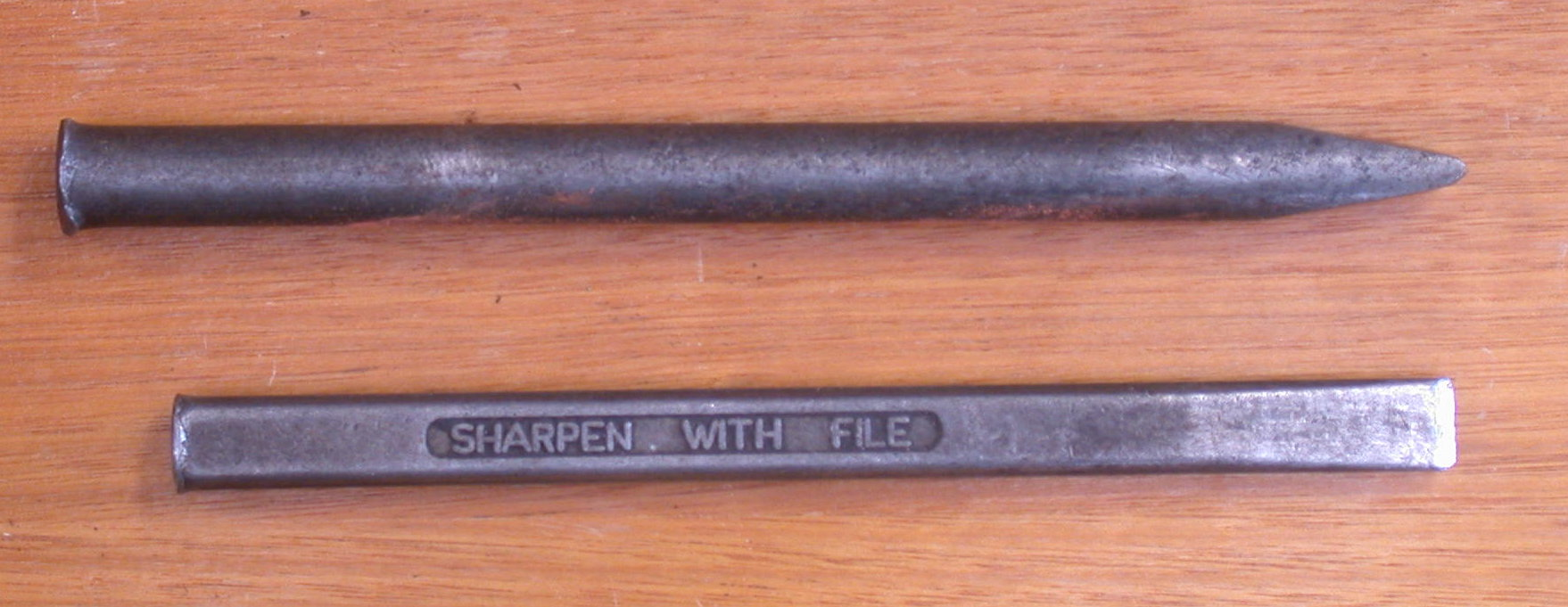
2 cinzeis.

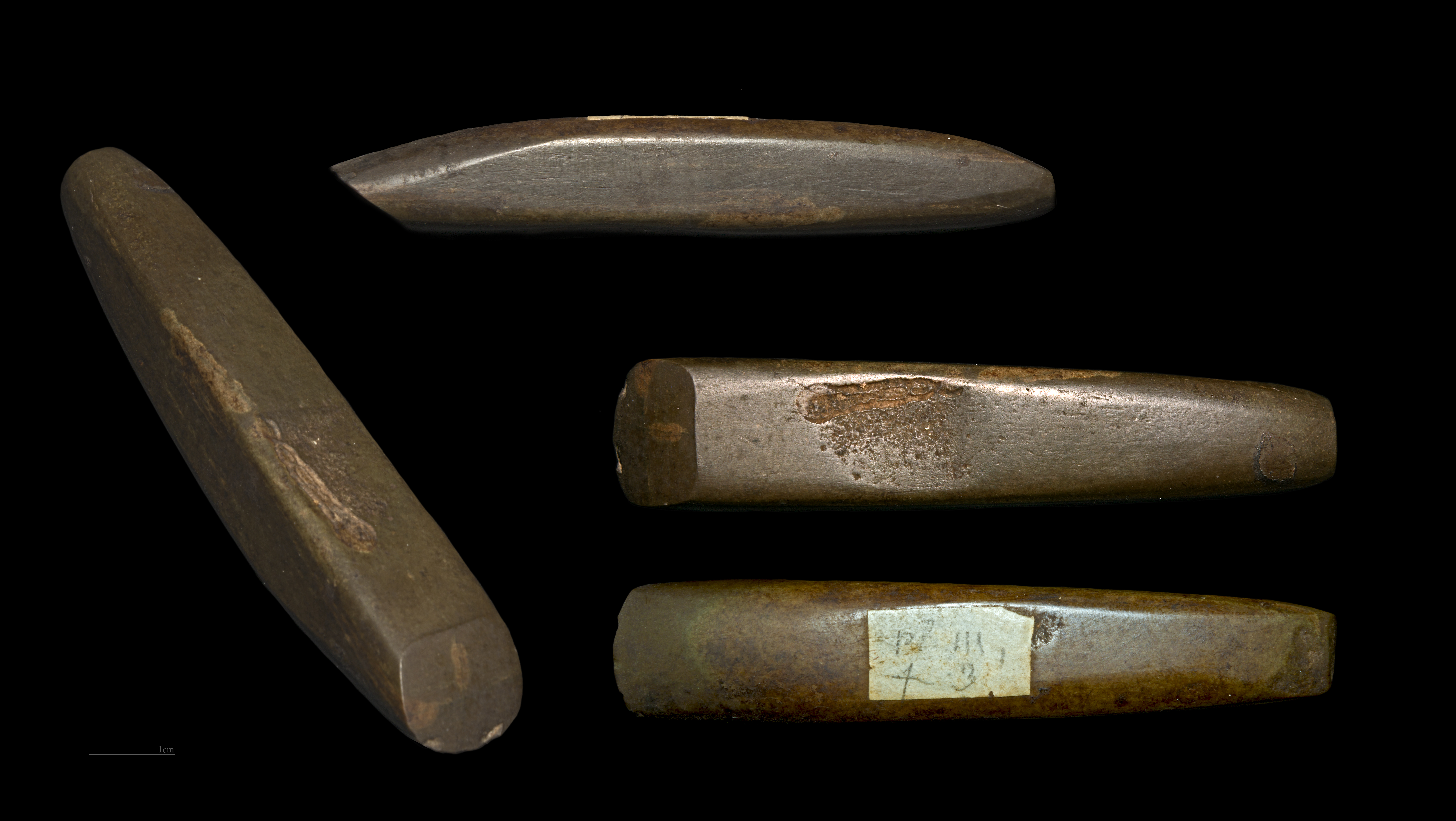
Cinzel, pedra polida - Idade do Bronze

Um cinzel é uma ferramenta manual encunhada com uma aresta de corte de forma característica na extremidade de sua lâmina, para esculpir ou cortar um material duro (por exemplo, madeira, pedra ou metal). A ferramenta pode ser usada à mão, golpeada com um martelo ou aplicada com potência mecânica. O cabo e a lâmina de alguns tipos de cinzel são feitos de metal ou madeira com uma borda afiada (de modo que os cinzéis de madeira emprestaram parte de seu nome a uma moagem específica).
O uso envolve forçar a lâmina em algum material para cortá-la. A força motriz pode ser aplicada empurrando com a mão, ou usando um martelo ou martelo. Na utilização industrial, pode ser utilizado um carneiro hidráulico ou um peso em queda («martelo») para introduzir um cinzel no material.
Uma goiva é um tipo de cinzel que serve para esculpir pequenos pedaços do material; particularmente em marcenaria, xilogravura e escultura. As gotas mais frequentemente produzem superfícies côncavas e têm uma seção transversal em forma de U.

## Nomes
Há variações da ferramenta que recebem nomes específicos conforme o uso:
- Buril: Trabalhos finos em metal, muito usado para abrir sulcos em matrizes tipográficas.
- Cirúrgico: Bibizelado, bizelado, golvo.
- Formão: Trabalhos e entalhes em madeira
- Ponteiro: Perfurar rocha, cimento ou concreto.
- Punção: Furar ou marcar um ponto ou alguma inscrição em metal
- Sovela: Perfurar couro, madeira ou tecidos animais.
- Talhadeira: Cortar, esculpir ou gravar em rocha, cimento ou concreto.

## Etimologia
Cinzel deriva do Latim-tardio cisellum: ferramenta de cortar, e esta de caedere, cortar.